# Кызыл-Арт
Кызыл-Арт, Кызыларт (кирг. Кызыл-Арт; тадж. Сурхкутал) — перевал в Заалайском хребте на Памирском тракте на границе Кыргызстана и Таджикистана. Через перевал идёт автодорога Ош-Хорог. Высота перевала 4280 метров над уровнем моря.
С севера, из Алайской долины, подъём на перевал довольно пологий, по живописному ущелью, где открываются панорамы ледников и заснеженных вершин. Спуск с перевала на юг в широкую пустынную долину реки Маркансу относительно крутой.

## Галерея

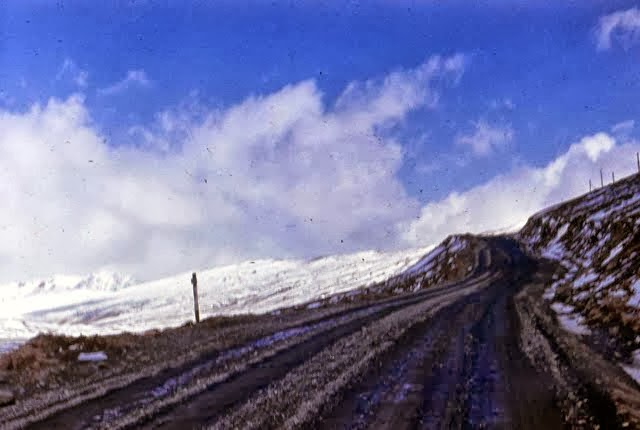
Подъем на перевал
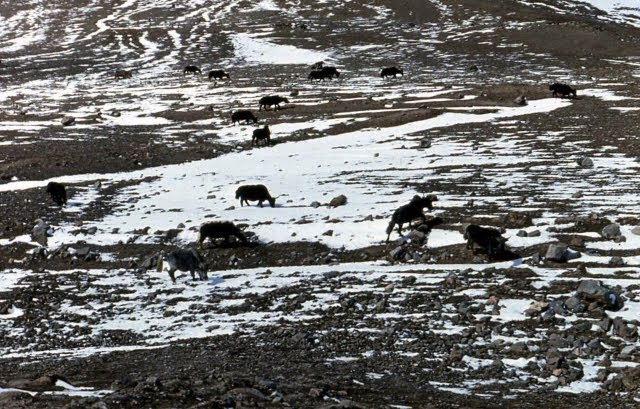
Яки у перевала
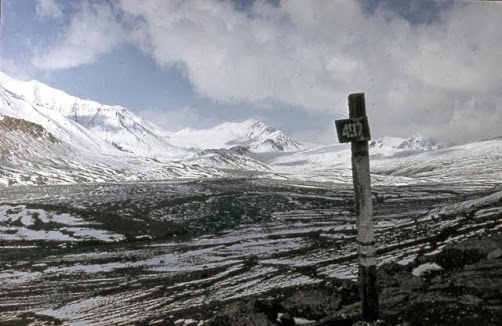
Указатель километража у перевала
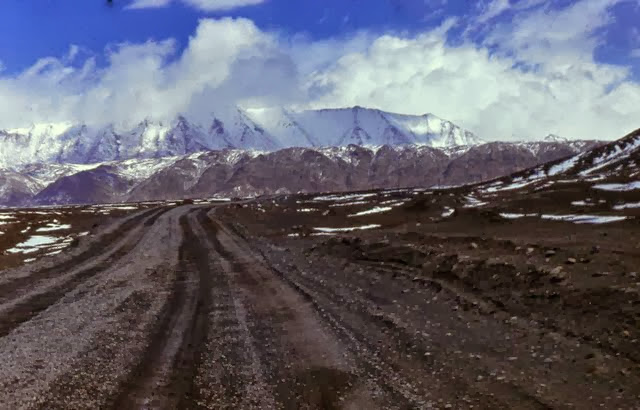
Памирский тракт в районе перевала Кызыл-Арт